# Перемога (Кролевецкий район)
Перемога (укр. Перемога) — село, Белогривский сельский совет, Кролевецкий район, Сумская область, Украина.
Код КОАТУУ — 5922681206. Население по переписи 2001 года составляло 16 человек .

## Географическое положение
Село Перемога находится на расстоянии в 2 км от левого берега реки Эсмань. На расстоянии до 3-х км расположены сёла Воронцово, Курдюмовка (Шосткинский район) и Кушкино (Глуховский район). Село окружено лесным массивом (сосна, дуб). Рядом проходят автомобильная дорога Т-1907 и железная дорога, станция Пиротчино в 3-х км.

## История
- 1924 — дата основания.